# Ольшевская, Нина Антоновна
Ни́на Анто́новна Ольше́вская (31 июля (13 августа) 1908, Владимир — 25 марта 1991, Москва) — советская театральная актриса

.
Мать актёров Алексея Баталова и Бориса Ардова и писателя Михаила Ардова.

## Биография
Отец — ветеринар Антон Александрович Ольшевский (в период культа личности был арестован, умер во владимирской тюрьме), мать — зубной врач Нина Васильевна, в девичестве — Нарбекова (отсидела 10 лет как ЧСИР). Родители отца — выходцы из Польши, сбежавшие в Россию, чтобы обвенчаться, девушка была урождённой графиней Понятовской, её родители были против брака с юношей из хотя и дворянской, но небогатой семьи. В России молодые люди поселились в городе Владимире. Там у них родился сын Антон, а 31 июля (13 августа) 1908 года — дочь Нина.
Родители Нины, поженившись, никогда не закрывали дверь своего дома, стоявшего в центре Владимира, чтобы в любое время к ним могли обратиться за врачебной помощью (отец, несмотря на диплом ветеринара, занимался и врачеванием людей, начинал учиться именно на врача). Восприемником при крещении Нины стал Михаил Фрунзе, друг её матери, известный в будущем революционер, общественный деятель и военачальник.
У Нины Ольшевской довольно рано пробудился интерес к театральному искусству. Её приятель, Павел Геннадьевич Козлов, вспоминал, как совсем юная Нина Ольшевская занималась мелодекламацией, а он ей аккомпанировал на фортепиано.
В возрасте 17 лет она приехала в Москву и поступила в студию при Художественном театре. А педагогом, который стал руководить их курсом, был сам Станиславский.
Примерно через год после появления в Москве Нина Ольшевская вышла замуж за актёра Художественного театра Владимира Петровича Баталова. В 1928 году у неё родился первенец Алексей.
После окончания студии её приняли в труппу, что, безусловно, могло считаться огромной удачей. Проработав в Художественном театре несколько лет, ушла оттуда, поскольку там ролей ей не давали и задействовали её лишь в массовых сценах и, в исключительных случаях, крайне редко ей доставались эпизодические роли. Она участвовала в гастрольной поездке вместе с другими молодыми артистами и там познакомилась со своим вторым мужем Виктором Ардовым. Через несколько лет ей надоело «прозябание» в труппе Художественного, и она перешла в только что созданный Театр Красной Армии, но связь со МХАТом сохранила на всю последующую жизнь. В Театре Красной Армии «дела её пошли несколько лучше, какие-то роли ей давали, но в премьерши она так и не выбилась».
Во время Великой Отечественной войны эвакуировалась вместе с детьми, работала в Бугульминском русском театре.
Большим горем для актрисы стала смерть её маленького сына Жени, прожившего на свете всего несколько недель.
После войны вернулась в Театр Красной Армии, но дела там у неё шли не особенно успешно, хотя она была довольно способным режиссёром и в особенности педагогом. Обладая несомненным, как отмечает Михаил Ардов, даром декламации, она практически никогда публично не выступала, но зато она обучала этому искусству других. Нина Ольшевская входила в ближайшее окружение А. А. Ахматовой. В квартире Ардовых на Большой Ордынке Ахматова жила во время приездов в Москву и считала её своим «московским домом». Анна Андреевна надписала Ольшевской свой сборник «Бег времени»:
Моей Нине, которая всё обо мне знает, с любовью Ахматова. 1 марта 1966 г. Москва.
Нина Ольшевская скончалась на 83 году жизни 25 марта 1991 года, похоронена в Москве, на Преображенском кладбище.

## Фильмография
- 1930 — Человек остался один — Маруся Старостина
- 1935 — Я вернусь — Биби-гюль
- 1936 — Бесприданница — сестра Ларисы (нет в титрах)

## Режиссёрские работы
- 1959 — Серёжка с Малой Бронной (в соавторстве, соавтором выступил Леонид Черток); Театр Красной Армии